# China Moon
China Moon (Brasil: A Lua dos Amantes / Portugal: Lua Cheia) é um filme de 1994 dos gêneros suspense, romance e policial.
As filmagens ocorreram na Flórida, em DeLuxe Color, utilizando equipamentos Panavision, em 1991, mas as cenas ficaram engavetadas por três anos até o lançamento.

## Elenco
- Ed Harris como Kyle Bodine
- Madeleine Stowe como Rachel Munro
- Charles Dance como Rupert Munro
- Patricia Healy como Adele
- Benicio Del Toro como Lamar Dickey
- Tim Powell como Fraker
- Pruitt Taylor Vince como Daryl Jeeters

## Recepção
China Moon teve recepção mista por parte da crítica especializada. Com base de 10 avaliações, alcançou um índice de 40% no Rotten Tomatoes.